# Ichnestoma ficqi
Ichnestoma ficqi är en skalbaggsart som beskrevs av Stobbia 1995. Ichnestoma ficqi ingår i släktet Ichnestoma och familjen Cetoniidae. Inga underarter finns listade i Catalogue of Life.